# 社会工学科
社会工学科（しゃかいこうがっか）は、日本の大学の学科のひとつ。
学科に所属する教授陣は、工学者として事象や現象を定量的に解明する分野、経営工学・管理工学などや、政策学、経済学、経営学、社会学などの社会科学、さらに観光学・都市工学・建築学・景観学などまで、その専攻や専門分野はさまざまである。

## 設置大学
- 東京工業大学工学部に社会工学科、大学院社会理工学研究科に社会工学専攻が設置されていたが、東京工業大学環境・社会理工学院開設にともない、現在は改組し消滅。
- 名古屋工業大学工学部では建設系学科の名称に都市社会工学科と社会開発工学科、大学院工学研究科の建設系専攻の名称を社会工学専攻としていたが、2016年度から学部も社会工学科とし、建築・デザイン、環境都市、経営システムの各分野を開設。
- 筑波大学は、1977年 に第三学群を開設の際、社会工学類を創設。1978年には大学院博士課程社会工学研究科を開設し、現在筑波大学理工学群に社会経済システム学、経営工学、都市計画学を主専攻にする社会工学類を設置している（通称は社工）。
- 豊橋技術科学大学では学術専攻分野を9つの系に分類、九系として人文、社会工学系（人文・社会工学課程）を設置。この系に計画・経営科学と社会文化学の各講座を開設している。
- 北海道大学工学部では建設系学科の名称を環境社会工学科としている。崇城大学大学院工学研究科では、建設系専攻の博士後期課程を環境社会工学専攻という名称にしている。
- 九州工業大学工学部も建設社会工学科、また大学院工学研究科も建設社会工学専攻という名称にしている。
- 京都大学大学院工学研究科では、建設系専攻の一部に、ライフライン工学講座などを開設している都市社会工学専攻という名称を使用している。なお専攻によって所定の課程と実務経験を経て、建築士や施工管理技士などの建設系資格の受験資格を得ることができるほか、すべての専攻で技術士一次試験の受験科目のうち、共通試験は免除対象となる。

## 関係人物
（分野の研究者）
- 楠本捷一朗 - 元筑波大学社会工学類長・大学院社会工学研究科長。専門は、数理経済学。
- 佐藤英夫 - 元筑波大学社会工学系教授。専門は、国際関係論や対外政策論など。
- 斯波恒正 - 経済学者で筑波大学大学院社会工学研究科長、一橋大学教授を歴任。専門は計量経済学、計量ファイナンス。
- 坂下昇 - 経済学者。筑波大学名誉教授。筑波大学社会工学類長を歴任。
- 安田八十五 - 環境政策学者。工学博士。関東学院大学経済学部教授。東京工業大学理工学部数学科卒。筑波大学大学院社会工学系助教授を歴任。
- 金子守 - 経済学者で専門は情報科学・ゲーム理論。理学博士。東京工業大学出身。早稲田大学教授。筑波大学社会工学系などを経て現職。
- 坂野達郎 - 東京工業大学教授。元日本計画行政学会会長。
- 鈴木賢一 - 専門は金融工学。2008年現在、東北大学大学院経済学研究科准教授。東京工業大学大学院社会理工学研究科社会工学専攻出身。
- 蒲島郁夫 - 元熊本県知事。東京大学名誉教授。筑波大学社会工学系講師を歴任。
- 北川啓介 - 建築家で名古屋工業大学大学大学院工学研究科つくり領域社会工学専攻講師をへて創成シミュレーション工学専攻准教授。
- 宇野公子 - 専門は地域経済学で、東京外国語大学教授。東京工業大学大学院社会工学研究科博士課程単位取得退学。
- 熊田禎宣 - 計画理論などが専門。東京工業大学名誉教授。日本計画行政学会会長、日本地域学会会長など歴任。
- 橋本俊哉 - 観光学者で東京工業大学理工学研究科社会工学専攻博士課程 修了。著書に「観光回遊論―観光行動の社会工学的研究（風間書房）など。
- 海野道郎 - 専門は社会学、数理社会学、環境社会学で東北大学大学院文学研究科教授。東京工業大学大学院理工学研究科出身。関西学院大学などで研究と教育に従事してきた。
- 梶井厚志 - 経済学者で専門はゲーム理論・数理経済学。京都大学教授。筑波大学社会工学系などを経て現職。
- 戸田裕之 - 経済学者で筑波大学社会工学系教授も歴任。
- 赤根谷達雄 - 政治学者で専門は、国際政治経済学、安全保障論。筑波大学社会工学系教授も歴任。
- 根本敏則 - 専門は交通経済学で一橋大学名誉教授。東京工業大学工学部社会工学科出身。
- 中村英夫 - 土木工学系の工学者。東京工業大学工学部教員時代、社会工学科の助教授を歴任。
- 佐藤俊樹 - 現在東京大学大学院総合文化研究科教授。東京工業大学工学部社会工学科助教授を歴任。
- 中妻照雄 - 慶應義塾大学経済学部教授。筑波大学大学院社会工学研究科修了。
- 松井彰彦 - 筑波大学社会工学系助教授等を経て、東京大学教授。経済学者で、ゲーム理論を専門とする。
- 小野善康 - 東京工業大学工学部社会工学科卒。武蔵大学助教授、大阪大学教授、東京工業大学教授を歴任し、1999年から大阪大学社会経済研究所教授。
- 福地崇生 - 経済学者。朝日大学経営学部・同大学院経営学研究科教授で筑波大学社会工学系教授歴任。
- 片田敏孝 - 防災学者。群馬大学工学部で防災災害社会工学研究室を主宰。
- 山田奨治 - 情報学者。工学博士。国際日本文化研究センター准教授。筑波大学第三学群社会工学類卒。
- 大野健一 - 筑波大学社会工学系助教授、埼玉大学大学院政策科学研究科教授を歴任。
- 宮川公男 - 経営学者。一橋大学名誉教授。麗澤大学名誉教授。商学博士。筑波大学社会工学系教授を歴任。
- 山田真裕 - 博士（法学）。筑波大学社会工学系助手などを経て、現職。
- 瀬尾佳美 - 青山学院大学国際政治経済学部国際経済学科准教授。筑波大学社会工学研究科博士修了。
- 大橋勇雄 - 専門は労働経済学で現在は中央大学ビジネススクール教授。一橋大学名誉教授。経済学博士。筑波大学社会工学系助教授を歴任。
- 中山幹夫 - 経済学者。専門はゲーム理論。慶應義塾大学経済学部教授、理学博士。東京工業大学工学部社会工学科出身。
- 高橋伸夫 - 東京大学教授。筑波大学大学院社会工学研究科博士課程出身。
- 柴川林也 - 経営学者で一橋大学名誉教授。筑波大学社会工学系長、一橋大学商学部教授を歴任。
- 古川俊一 - 筑波大学社会工学系教授、慶應義塾大学法学部・学習院大学法学部。
- 黒川紀章 - シンクタンク・株式会社社会工学研究所の設立者。
- 牛尾治朗 - 株式会社社会工学研究所の設立者。
- 楠田實 - 元・株式会社社会工学研究所理事長。
- 木暮剛平 - 元・株式会社社会工学研究所取締役
- 松崎哲久 - 元・株式会社社会工学研究所政治分析センター主幹。
- 古田隆彦 - 社会学者。元・株式会社社会工学研究所取締役研究部長。未来予測の諸手法を社会工学的に研究。
- 香山健一 - 政治学者。学習院大学時代は社会工学の授業を担当。
- 翁邦雄 - 専門は金融論で現在は中央大学研究開発機構教授。前日本銀行金融研究所長。筑波大学社会工学系助教授を歴任。
- 二階堂副包 - 経済学者で、一橋大学、東京国際大学名誉教授。専攻は数理経済学。理学博士筑波大学社会工学系教授を歴任。
- 山本拓 - 専門は数量経済学・計量経済学。一橋大学教授。筑波大学社会工学系教授を歴任。
- 林雄二郎 - 社会工学者。東京工業大学に社会工学科が新設される際教授に。
- 中村良夫 - 土木工学系の景観学者。東京工業大学工学部社会工学科、京都大学工学部教授を歴任。

（出身者）
- 岩井克行 - アナウンサー。筑波大学社会工学類卒。
- 梶並伸博 - ベクター創業者・社長。東京工業大学社会工学科卒。
- 小早川智明 - 東京電力ホールディングス社長。東京工業大学社会工学科卒。
- 杉田浩章 - 元ボストン・コンサルティング・グループ日本代表、早稲田大学教授。東京工業大学社会工学科卒。
- 竹原均 - 経済学者。早稲田大学教授。元日本ファイナンス学会会長。筑波大学社会工学類卒。
- 田中秀明 - 財務官僚で、財務総合政策研究所総括主任研究官等を経て、明治大学教授。東京工業大学大学院社会工学研究科修士課程修了。
- 土岐大介 - 元ゴールドマン・サックス・アセット・マネジメント社長、元日本証券投資顧問業協会副会長。筑波大学社会工学類卒。
- 中井検裕 - 都市計画研究者で、東京工業大学教授。日本都市計画学会元会長。東京工業大学社会工学科卒。
- 中田浩二 - 日本代表選手の経験もある元サッカー選手。2014年に選手を引退し、2018年4月から筑波大学大学院で社会工学を学ぶ。[1]
- 兵頭二十八 - 軍事評論家[2]だが、東京工業大学大学院理工学研究科社会工学専攻博士前期課程修了。
- 松島法明 - 経済学者。大阪大学栄誉教授、公正取引委員会競争政策研究センター所長。東京工業大学社会工学科卒。
- 山下徹 - NTTデータ社長や内閣府公益認定等委員会委員長を歴任。東京工業大学社会工学科卒。
- 山本忠通 - 国連事務総長特別代表。東京工業大学社会工学科卒。